# التهاب النسج الداعمة المزمن
التهاب النسج الداعمة المزمن هو مرض شائع في تجويف الفم ينتج عن التهاب مزمن في الأنسجة الداعمة يسببه تراكم كميات كبيرة من اللويحة (البلاك) على سطوح الأسنان. يبدأ المرض بالتهاب لثوي دومًا يمكن أن يتطور إلى التهاب نسج داعمة مزمن أو إلى التهاب نسج داعمة اجتياحي وفقًا لتصنيف 1999. يُعد تشخيص التهاب النسج الداعمة المزمن في مراحله المبكرة مهمًا من أجل منع حدوث أضرار شديدة وغير ردودة (قابلة للعكس) للنسج الداعمة للأسنان. ومع ذلك، نظرًا لكون التهاب النسج الداعمة المزمن مرضًا غير مؤلم، فإن قلة من المرضى يراجعون طبيب الأسنان في المراحل المبكرة. يمكن علاج التهاب النسج الداعمة المزمن الخفيف إلى المعتدل عن طريق الإزالة الميكانيكية المناسبة للويحة والقلح تحت اللثوي (الترسبات الجيرية). تُعد العناية الفموية الكاملة والفعالة بالإضافة إلى فحوصات اللثة الدورية كل ثلاثة أشهر هامة من أجل الحفاظ على ثبات المرض وعدم تقدمه.
ينتشر التهاب النسج الداعمة المزمن بين البالغين وكبار السن في جميع أنحاء العالم. إذ يصيب نحو 35% من البالغين (30-90 سنة) في الولايات المتحدة. تكون الآثار التراكمية لفقدان العظم السنخي، وفقد الارتباط وتكوّن الجيب اللثوي أكثر وضوحًا مع التقدم في العمر. يرتبط تقدم العمر بحدوث تخرب النسج الداعمة: «...حتى عند السكان المحافظين على صحتهم الفموية والذين يلتزمون بتعليمات العناية الفموية المنزلية جيدًا بالإضافة إلى قيامهم بالفحوصات الدورية، تزداد نسبة حدوث تخرب اللثة الأولي مع تقدم العمر، ويحدث أعلى معدل بين 50 و60 عامًا، أما انحسار اللثة فهو العرض السائد قبل عمر الـ40 عامًا، في حين أن الجيب اللثوي هو عرَض التخرب الرئيسي بين عمر 50 و60 عامًا».
توجد مجموعة متنوعة من عوامل الخطر على النسج الداعمة التي يمكنها التأثير على معدل انتشار ومدى وشدة تطور المرض. تشتمل عوامل الخطر الرئيسية على التدخين، ونقص العناية الفموية مع عدم كفاية السيطرة على اللويحة (البيوفيلم).
هناك معدل (بطيء إلى متوسط) لتطور المرض ولكن قد تكون لدى المريض فترات من التقدم السريع «تخرب مفاجئ». يمكن أن يرتبط التهاب اللثة المزمن بالعوامل المؤهبة الموضعية (مثل العوامل المرتبطة بالأسنان أو العوامل علاجية المنشأ). وقد يُعدل المرض أيضًا بعوامل جهازية ترتبط به (مثل مرض السكري، أو عدوى فيروس نقص المناعة البشرية المكتسب) ويمكن تعديله أيضًا عن طريق عوامل أخرى غير الأمراض الجهازية مثل التدخين والإجهاد العاطفي والقلق والاكتئاب. ومع ذلك، يجب توخي الحذر عند تشخيص المريض المدخن إذ يمكن للتدخين تغيير بعض نتائج الفحوصات أو إخفاء بعض الأعراض. عند المدخنين، تكون اللثة شاحبة وليفية وتميل إلى النزف بشكل أقل أثناء فحصها بسبب التأثير المقبض للنيكوتين على الأوعية الدموية. وبالتالي، تُنتج استجابة منخفضة وهذا ما يفسر سبب الحصول على بيانات غير صحيحة في بعض الأحيان. يكون هناك أيضًا زيادة في نتائج قياس القلح تحت اللثوي فوق الأسنان العلوية بسبب تصبغات النيكوتين المرئية. يُشاهد الانحسار في الأسنان الأمامية أحيانًا ويتأثر السطحان الأمامي والوحشي بشكل أكبر.

## الفيزيولوجيا المرضية
يبدأ التهاب النسج الداعمة المزمن عن طريق البكتيريا سلبية الغرام المرتبطة بالأسنان والتي تسبب رد فعل استجابة المضيف، ما يؤدي إلى تدمير الأنسجة العظمية والأنسجة الرخوة. استجابةً للذيفانات الداخلية المستمدة من مسببات الأمراض اللثوية، يستهدف العديد من الوسطاء المرتبطين بالنواقض العظمية (الخلايا هادمة العظم) تدمير العظم السنخي بالإضافة إلى تخريب دعم النسج الضامة مثل الرباط اللثوي. الدوافع الرئيسية لهذا التدمير الشديد للأنسجة هي مصفوفة البروتينات المعدنية (إم إم بّي إس)، والكاثيبين، وغيرها من الإنزيمات المشتقة من العظم.

### فرضية اللويحة (البلاك)
وُصفت آليتان على الأقل في علم الأحياء الدقيقة لالتهاب اللثة: فرضية اللويحة المحددة وفرضية اللويحة غير المحددة. كان الإجماع هو أن أيًا من النظرتين غير صحيحة كليًا، ولكن بشكل وسطي، يرجع هذا التلف إلى حدوث تحول في المجموعات ذات البكتيريا الأكثر خطورة في اللويحة. وهذا ما يسمى فرضية اللويحة البيئية. يرتبط هذا المرض بنمط ميكروبي متغير. 
الأنواع اللا هوائية من البكتيريا هي: وحيدات الخلية البورفيرينية اللثوية، والتانريلا فورسيثيا، واللولبية السنية، والمغزلية المنوّاة، والإيوباكتيريوم، جميعها متورطة في التهاب اللثة المزمن. 
قد تلعب بعض بكتيريا المكروفيل مثل أكيوميوفيل أكتينوميسات أكتينومي سيتيموميتانس والعطيفة المستقيمة والإيكنيلا دورًا في التهاب اللثة المزمن.

## الأعراض والعلامات
في مراحله المبكرة، يكون التهاب النسج الداعمة المزمن قليل الأعراض، ويتطور بشكل كبير قبل أن تظهر أعراضه ويطلب المريض العلاج، وفي كثير من الحالات. قد تشتمل الأعراض على ما يلي:
- احمرار أو نزيف اللثة أثناء تنظيف الأسنان بالفرشاة أو استخدام خيط تنظيف الأسنان أو قضم الطعام القاسي (مثل التفاح) (على الرغم من أن هذا قد يحدث حتى في التهاب اللثة، حيث لا يوجد فقد ارتباط).
- تورم اللثة المتكرر.
- بخر الفم، أو رائحة الفم الكريهة، والإحساس بوجود طعم معدني مستمر في الفم.
- انحسار اللثة، ما يؤدي إلى إطالة الطول التاجي للأسنان بشكل واضح. (قد يكون تفريش الأسنان بطريقة خاطئة سببًا لذلك أيضًا).
- جيوب عميقة بين الأسنان واللثة (الجيب عبارة عن موقع فُقد فيه الارتباط تدريجيًا بواسطة إنزيمات تدمر الكولاجين، والمعروفة باسم الكولاجيناز).
- حركة الأسنان في المراحل المتقدمة (رغم أن هذا قد يحدث لأسباب أخرى أيضًا).
- حركة القواطع.
- غالبًا ما يكون التهاب النسج الداعمة وتخريب العظم غير مؤلمًا. يفترض المرضى أحيانًا أن النزيف غير المؤلم بعد تنظيف الأسنان غير مهم، على الرغم من أن هذا قد يكون عرضًا من أعراض التهاب النسج الداعمة المزمن عند هذا المريض.
- إعادة نتائج قياس القلح تحت اللثوي بشكل متكرر وكذلك قياس القلح فوق السن بسبب البكتيريا التي تهاجر بشكل غير مباشر والتأثير المشترك لنظام استجابة المضيف في الجسم.

## التشخيص

### تصنيف 1999
التهاب النسج الداعمة المزمن هو واحد من أمراض اللثة السبعة المدمرة على النحو الوارد في تصنيف عام 1999. لا تتطور كل حالات التهاب اللثة إلى التهاب نسج داعمة مزمن، ولكن كل التهاب نسج داعمة مزمن تكون نتاج عن التهاب لثوي. لذلك من المهم السيطرة على المرحلة الأولى؛ التهاب اللثة.
تكمن الصعوبة التي تنشأ عند تشخيص مرضى التهاب اللثة المزمن في التقدم البطيء وغير المؤلم للمرض. سيكون التشخيص الأكثر فعالية وفي الوقت المناسب عندما يكون المرض ما زال في المرحلة الخفيفة إلى المعتدلة. ومع ذلك، عادةً ما يراجع المريض العيادة عند تقدم المرض وظهور آثار الحركة وفقدان العظم السنخي بشكل شديد.
يجب فحص وتسجيل الفم بشكل كامل من أجل توثيق وتتبع أمراض اللثة بما في ذلك:
- عمق الجيب (بّي دي)
- مشعر فقد الارتباط السريري (سي إيه إل)
- النزف عند السبر (بي أوه بّي)
- مشعر اللويحة/القلح
- إصابات مفترق الجذور
- وجود القيح
- قابلية السن للحركة
- الفحوص الشعاعية

يُقاس تقدم المرض عن طريق قياس عمق الجيب (بّي بّي دي) ومؤشر النزف باستخدام مسبار اللثة. تعتبر الجيوب التي يزيد عمقها عن 3 مم غير طبيعية. يبدأ تشكل الجيب اللثوي من عمق 4 ملم أو أكثر على وجه الخصوص في التهاب النسج الداعمة المزمن. يعتبر النزف أثناء الفحص علامة على المرض النشط. إفراز القيح، ووصول الإصابة إلى منطقة مفترق الجذور بالإضافة إلى الجيوب العميقة قد تشير جميعها إلى تشخيص إصابة كل سن.